# Walter Krebs (Rechtswissenschaftler)
Walter Krebs (geboren 1946) ist ein deutscher Rechtswissenschaftler und Hochschullehrer im Ruhestand.

## Leben
Krebs promovierte 1974/1975 an der Ruhr-Universität Bochum. Danach erhielt er eine Professur an der Universität Bielefeld am Institut für Umweltrecht. Schließlich habilitierte er sich 1983 an der Westfälischen Wilhelms-Universität Münster und wurde dort Professor und später Vize-Rektor. Im Jahr 1995 wurde er als Professor für Öffentliches Recht und Besonderes Verwaltungsrecht an der Freien Universität Berlin berufen. 2012 wurde er in den Ruhestand verabschiedet.

## Veröffentlichungen
- Vorbehalt des Gesetzes und Grundrechte. Vergleich des traditionellen Eingriffsvorbehalts mit den Grundrechtsbestimmungen des Grundgesetzes. Dissertation. Duncker und Humblot, Berlin 1975, ISBN 3-428-03451-1.
- Kontrolle in staatlichen Entscheidungsprozessen. Ein Beitrag zur rechtlichen Analyse von gerichtlichen, parlamentarischen und Rechnungshof-Kontrollen. Müller, Juristischer Verlag, Heidelberg 1984, ISBN 3-8114-1684-7.
- mit Martin Oldiges und Hans-Jürgen Papier: Aktuelle Probleme des Gewässerschutzes. Konferenzschrift 1988. Heymann, Köln / Berlin / Bonn / München 1990, ISBN 978-3-452-21655-7.
- mit Eberhard Schmidt-Assmann: Rechtsfragen städtebaulicher Verträge. Vertragstypen und Vertragsrechtslehren. 2. Auflage. Deutscher Gemeindeverlag / Kohlhammer, Köln 1992, ISBN 978-3-555-00964-3 (Erstausgabe:  1988).
- Verfassungsrechtliche Zulässigkeit der Organisationsreform der deutschen Rentenversicherung. Rechtsgutachten. Erstellt im Auftr. des Verbandes Deutscher Rentenversicherungsträger. WDV-Wirtschaftsdienst, Gesellschaft für Medien und Kommunikation, Bad Homburg 1999, ISBN 978-3-926181-38-1.
- mit Dirk Ehlers (Hg.): Grundfragen des Verwaltungsrechts und des Kommunalrechts. Symposion aus Anlass der Emeritierung von Professor Dr. Hans-Uwe Erichsen am 5. Mai 2000 in Münster. De Gruyter, Berlin 2000, ISBN 3-11-016507-4.
- (Hg.): Liber amicorum Hans-Uwe Erichsen. Zum 70. Geburtstag am 15. Oktober 2004. Berlin 2004, ISBN 3-452-25840-8.
- mit Peter Badura und anderen: Besonderes Verwaltungsrecht. Hrsg.: Eberhard Schmidt-Aßmann. 13. Auflage. De Gruyter, Berlin/Boston 2012, ISBN 978-3-11-037209-0 (Erstausgabe:  2005).
- mit Andreas von Arnauld und vielen anderen: Grundgesetz. Teil: Bd. 1., Präambel bis Art. 69. Hrsg.: Ingo von Münch und Philip Kunig. 6. Auflage. Athenäum, Frankfurt am Main 2012, ISBN 978-3-406-58141-0.
- mit Sigrid Boysen und vielen anderen: Grundgesetz. Teil: Bd. 2., Art. 70 bis 146. Hrsg.: Ingo von Münch, Philip Kunig. 6. Auflage. Athenäum, Frankfurt am Main 2012, ISBN 978-3-406-58161-8.